# King’s Quest
King’s Quest – seria komputerowych gier przygodowych stworzonych przez Sierra Entertainment. Wszystkie gry z serii oprócz ostatniej z 2015 roku zaprojektowała Roberta Williams, współzałożycielka i była współwłaścicielka Sierry.
King’s Quest opowiada dzieje królewskiej rodziny Królestwa Daventry. Historia toczy się przez dwa pokolenia, a jej akcja dzieje się w wielu krainach.

## Gry z serii
- King’s Quest: Quest for the Crown (1984, rozszerzona edycja wydana w 1990)
- King’s Quest II: Romancing the Throne (1985)
- King’s Quest III: To Heir Is Human (1986)
- King’s Quest IV: The Perils of Rosella (1988)
- King’s Quest V: Absence Makes the Heart Go Yonder! (1990)
- King’s Quest VI: Heir Today, Gone Tomorrow (1992)
- King’s Quest VII: The Princeless Bride (1994)
- King’s Quest: Mask of Eternity (1998)
- King’s Quest (2015)[6]